# Sjodalen
Sjodalen er en bred dal som begynder i den østlige del af Jotunheimen i Innlandet fylke i Norge.  Dalen har navn fra floden Sjoa som løber fra søen  Gjende i Vågå kommune  og nedover gennem Øvre Sjodalsvatnet og Nedre Sjodalsvatnet. I den nedre del af Sjodalen ligger Heidal i Sel kommune. Floden når i  byen Sjoa Gudbrandsdalen, hvor den løber ud  i Gudbrandsdalslågen.

## Historie
Dalen var traditionelt brugt til sæterdrift om sommeren.  Området er unikt med hensyn til størrelsen på sætrene.  Dette er delvis på grund af den ellers sjældne tradition med vintergårdbrug i området.  I stedet for at sende sommerfoder ned til gården tog man dyrene med op til fjeldet. 
I dag er der fortsat sæterdrift men den største aktivitet er turisme.  Sjodalen er en hovedvej for rejsende på vej til Jotunheimen.      
Den mest kendte seværdighed er Ridderspranget, hvor en ridder fra Valdres ifølge et sagn hoppede over floden Sjoa, med bruden han havde kidnappet fra Sandbu-ridderen i Vågå.   

## Geografi
I bunden af dalen og dalsiderne er landskabet domineret af fyrreskov og dette er den højestliggende fyrreskov i Norge.  Over denne er der en 150 meter bred birkezone før trægrænsen. 
Elven Sjoa er et populært område for fiskeri, rafting og kajaksejlads.    